# 達瓊貢巴寺
達瓊貢巴寺位於四川省阿壩藏族羌族自治州九寨溝縣，文物遺址年代判定為民國。2007年6月1日公佈為四川省第七批文物保護單位。